# 瑪加麗塔·特蕾莎
西班牙的瑪加麗塔·德蕾莎（西班牙語：Margarita Teresa de España，1651年7月12日—1673年3月12日），是西班牙的公主和神聖羅馬皇后。
她最为世人所知的是作為画家委拉斯开兹的名画《侍女》和其他画作中的主角。

## 简介
她是西班牙國王費利佩四世（Felipe IV）和他的第二任妻子奧地利的瑪麗亞納所生。她同時也是西班牙哈布斯堡王朝最後一位國王卡洛斯二世的姐姐。
她與舅舅利奧波德一世於1666年12月結婚。儘管年齡相差頗大，兩人的婚姻生活相當美滿，夫婦二人在音樂與藝術上有共同興趣。然而瑪加麗塔·德蕾莎在維也納宮廷不說德語、持續沿用西班牙的生活習慣，引起維也納宮廷的「反西班牙」風潮。
他們育有四個孩子，但只有一個女兒奧地利的瑪麗亞·安東妮亞存活。瑪加麗塔·德蕾莎因多次流產與生育導致健康狀況不佳，在婚後六年（1673年）便病逝，享年21歲。

## 相关图片

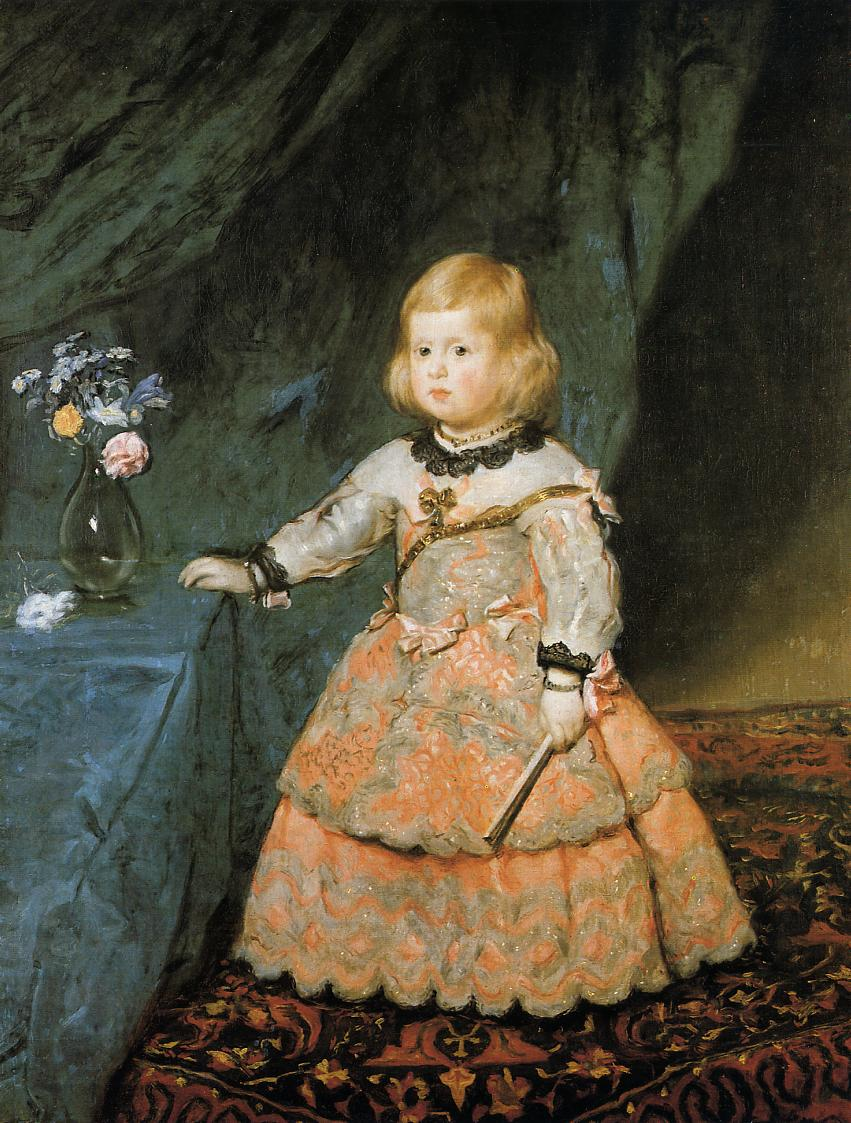
1653年、2歳
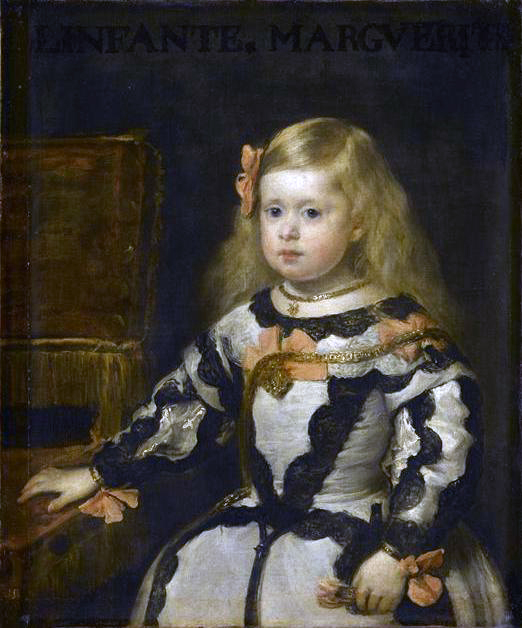
1655年、4歳
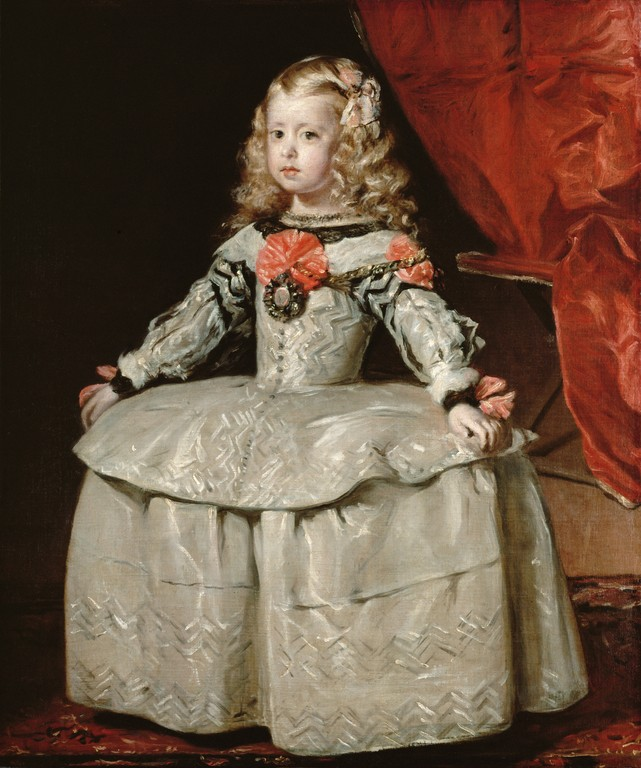
1656年、5歲。委拉斯开兹作，現存於奧地利維也納艺术史博物馆
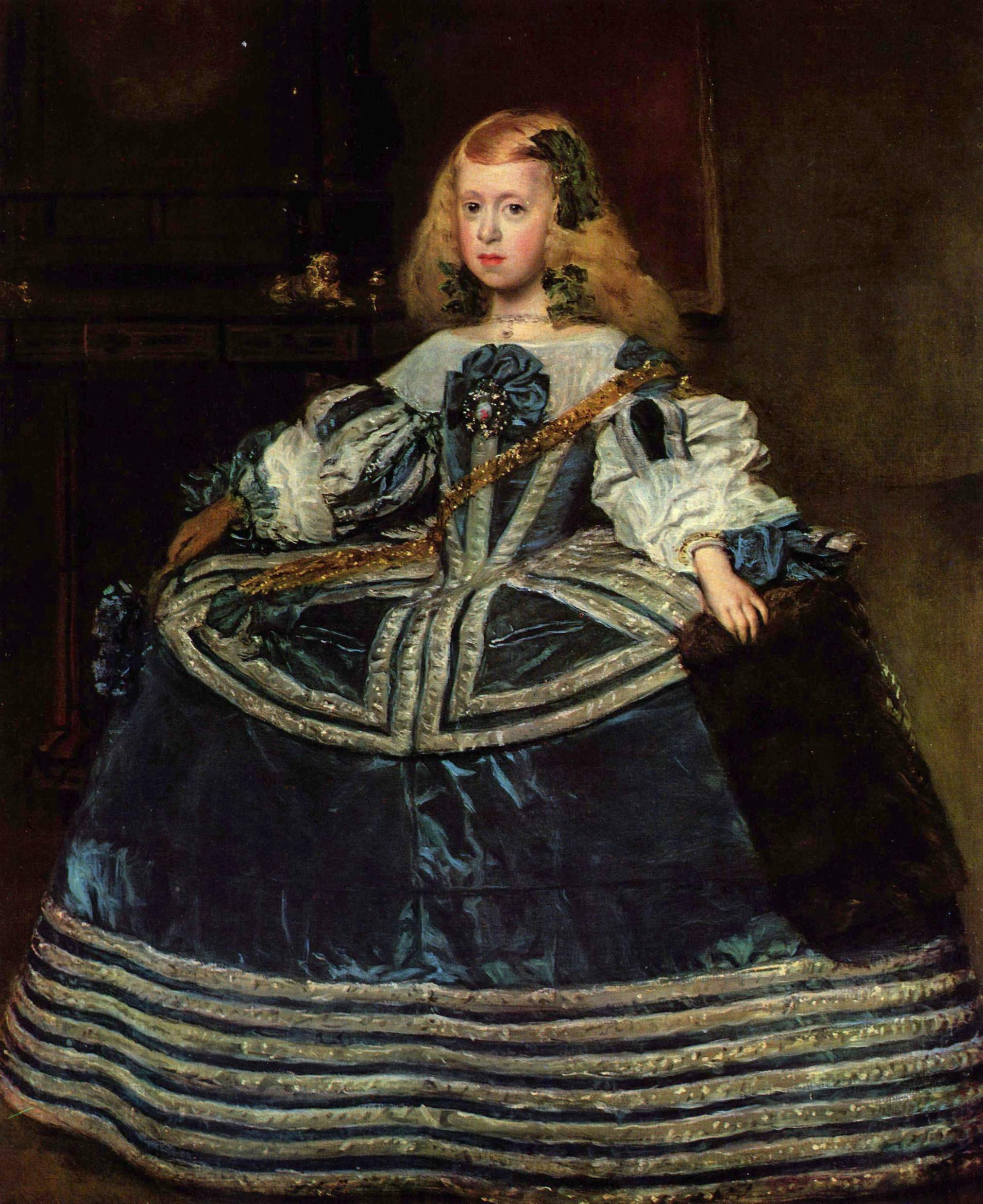
1659年、8歳
《侍女》1656-7年
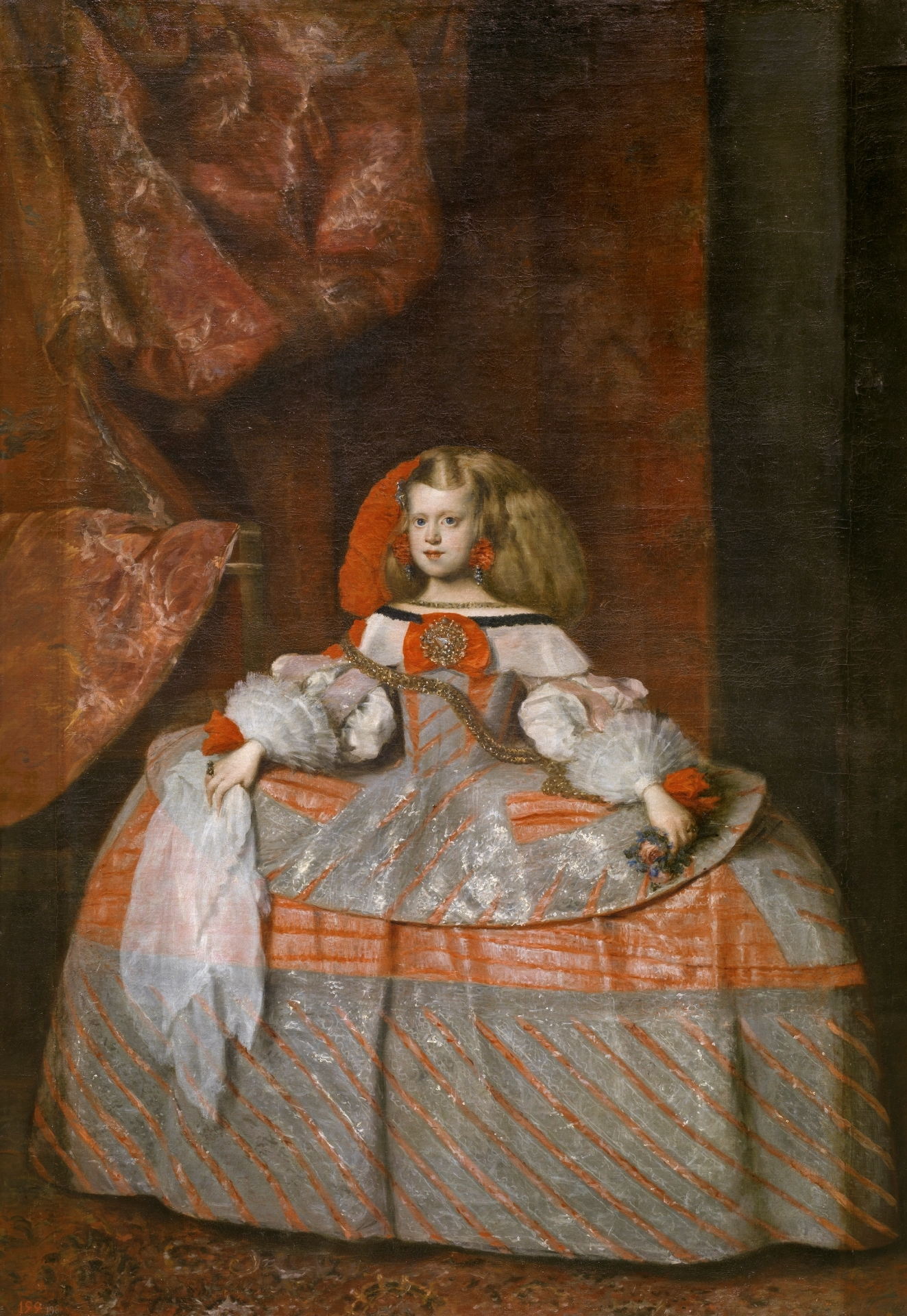
1659年、8歳
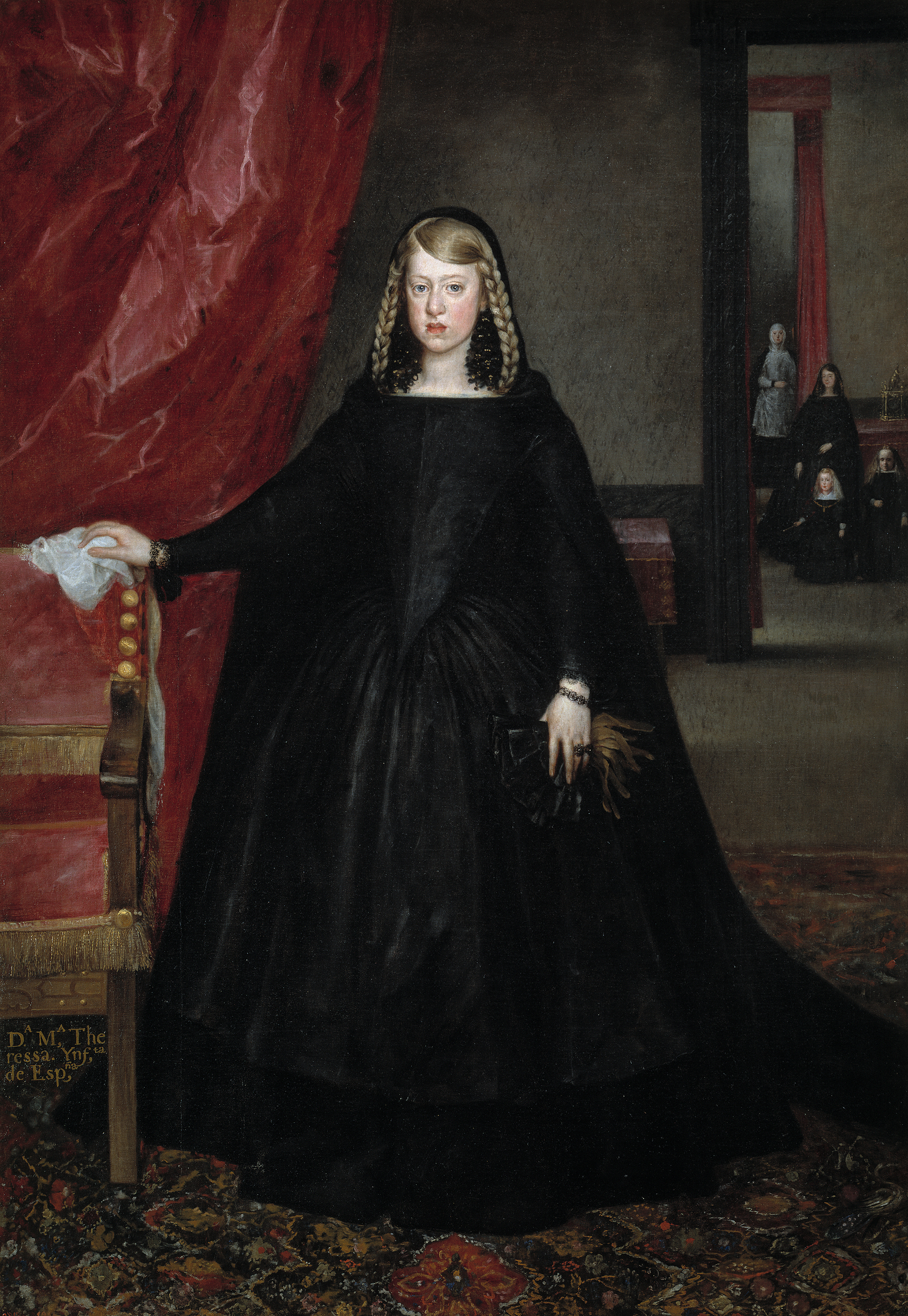
《德蕾莎公主著禱告服》（1666年）胡安·包蒂斯塔·马丁内斯·德尔马佐（英语：Juan Bautista Martínez del Mazo），現藏於西班牙馬德里普拉多博物馆